# Luis Alberto Lacalle Pou
Pour les articles homonymes, voir Lacalle et POU.
Luis Alberto Lacalle Pou, né le 11 août 1973 à Montévidéo, est un homme d'État uruguayen. Membre du Parti national, il a été président de la République du 1er mars 2020 au 1 mars 2025. À l'âge de 46 ans, Lacalle Pou met fin à 15 ans de gouvernement de gauche dans le pays et devient le plus jeune président depuis la fin de la dictature en 1985.

## Famille et éducation

### Famille
Alberto Lacalle Pou est le fils de Luis Alberto Lacalle, président de l'Uruguay de 1990 à 1995, et de la sénatrice Julia Pou. Il est le petit-fils de Luis Alberto de Herrera, qui fut le principal dirigeant du Parti national pendant plusieurs décennies.
À l'âge de 14 ans, une consultation médicale aux États-Unis révèle qu'il a un problème d'hormone de croissance. Il suit un traitement à base d'injections d'hormones qui lui permet d'atteindre une taille adulte de 1,70 m.
Lacalle Pou est marié à Lorena Ponce de León, une paysagiste engagée à ses côtés en politique, et il est père de trois enfants, dont deux nés par fécondation in vitro.

#### Éducation
Il étudie aux British Schools de Montevideo (en), l'une des écoles les plus prestigieuses et les plus chères du pays, prisée des « nouveaux riches » qui cherchent du prestige social. Il est ensuite diplômé en droit à l'université catholique d'Uruguay (UCU). Il est à cette époque consommateur de marijuana et de cocaïne. Il est par ailleurs passionné de surf, qu'il pratique depuis son enfance.

## Parcours politique

### Débuts
Il est élu député en 1999, président de la Chambre des représentants en 2011 et sénateur en 2015. À la tête de l’opposition, il s’oppose aux lois les plus emblématiques des gouvernements de gauche (légalisation de l'avortement, reconnaissance du mariage homosexuel, loi sur la journée de travail des ouvriers agricoles, lois en faveur des employés domestiques, etc.). Il se définit comme très croyant, raison pour laquelle il met en avant son engagement contre l'avortement.

### Élection présidentielle de 2014
Candidat du Parti national à l'élection présidentielle de 2014, il obtient 43,4 % des voix face à Tabaré Vázquez (Front large, gauche), qui est élu pour un nouveau mandat cinq ans après avoir quitté le pouvoir.

### Élection présidentielle de 2019

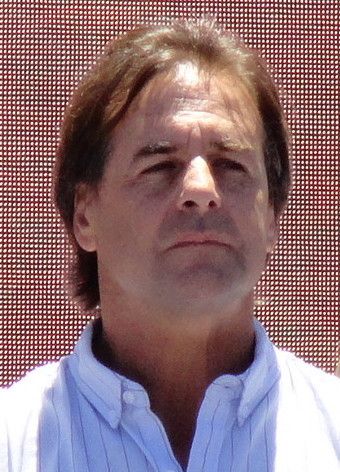
Luis Alberto Lacalle Pou en 2019.

Lors des élections générales de 2019, après un ballotage avec le candidat du Front large Daniel Martínez, Luis Lacalle est élu président de la République avec 50,6 % des voix. Dans le même temps, le Front large perd sa courte majorité absolue des sièges à la Chambre des représentants, mais y conserve, de même qu’au Sénat, la majorité relative.
Il devient le plus jeune président de l'Uruguay depuis la fin de la dictature en 1985.

### Président de la République
S’appuyant sur une coalition de cinq partis, allant du centre-droit à l’extrême droite, Alberto Lacalle Pou entend conduire une politique d’austérité. Durant sa campagne, il promet de réduire les dépenses de l'État afin de résorber le déficit public. Se revendiquant libéral, il déclare vouloir favoriser les chefs d'entreprise face à la « pression fiscale »,.
Il propose avant son investiture d'établir une politique fiscale attractive afin d'attirer de riches étrangers. La coalition de gauche Front large déplore des initiatives qui pourraient conduire à un « recul » du pays, celui-ci risquant de redevenir « un paradis fiscal » comme par le passé. 

### Pandémie de Covid-19
Il est investi le 1er mars 2020 pour un mandat de cinq ans. Son entrée en fonction coïncide avec l'annonce des premiers cas de Covid-19 au pays. Sa gestion est perçue comme plutôt efficace. Il refuse d'instaurer un confinement et promeut une « liberté responsable ». Le PIB chute de 5,8 % en 2020, puis rebondit de 4,5 % en 2021. L'inflation grimpe à 8 % en 2021.

### Politique extérieure
Dès le mois de sa prise de fonction, son gouvernement annonce son retrait de l'Union des nations sud-américaines (UNASUR), qu'il qualifie d'organisation devenue une « alliance politique idéologique contraire aux intérêts du pays ». Il annonce également son soutien à la candidature de Luis Almagro à sa réélection comme secrétaire général de l'Organisation des États américains (OEA).
Il dépose en 2022 une demande d'adhésion au partenariat transpacifique, un accord de libre-échange comprenant plusieurs pays d'Amérique et d'Asie. Il marque dans le même temps ses distances avec le Mercosur.

### Politique économique
Il introduit dans la première année de sa présidence des mesures fiscales favorables aux riches étrangers. Un décret leur permet de ne pas payer d’impôts sur le revenu des investissements pendant onze ans, à condition de passer au moins soixante jours par an dans le pays et d'acheter un bien immobilier d’une valeur d’au moins 500 000 dollars ou d'investir un minimum de 2,2 millions de dollars dans une entreprise uruguayenne. En outre, le gouvernement inaugure une zone de libre-échange dans et autour de la capitale, Montevideo, et en prévoit une autre à Punta del Este, où les investisseurs étrangers sont exemptés de la majorité des taxes. Devenu un paradis fiscal, l'Uruguay attire de plus en plus de riches étrangers, notamment des Américains et des Européens. En conséquence, les écoles internationales privées, souvent très coûteuses, se multiplient, tandis que les quartiers résidentiels fermés et l’immobilier de luxe se développent.
Le projet du gouvernement de privatisation d'entreprises publiques telles que la société de télécommunications ANTEL, le port de Montevideo et la compagnie pétrolière nationale ANCAP, suscite des manifestations de grande envergure le 15 septembre 2021 dans le cadre d'une grève générale de 24 heures, très suivie, à l'appel du mouvement syndical. Les grévistes et manifestants entendent également obtenir du gouvernement des mesures de lutte contre le chômage et une augmentation des bas salaires.
Une réforme des retraites adoptée en 2023 fait reculer progressivement l'âge de départ à la retraite de 60 ans à 65 ans. La confédération syndicale uruguayenne, le PIT-CNT, organise des manifestations avec le soutien du Frente Amplio contre une réforme qu'il décrit comme « socialement inefficace » et « contre le peuple »,.

### Référendum de 2022
Alberto Lacalle Pou fait passer en juillet 2020 une « loi d'urgence » - lui permettant de contourner les débats parlementaires - visant principalement à accentuer la libéralisation de l’économie et restreindre le pouvoir syndical. Elle comprend diverses réformes dans de nombreux domaines : durcissement de certaines peines et création de nouveaux délits, droits supplémentaires pour la police, recul de la représentation des enseignants dans l’institution scolaire, création d'un mécanisme permettant d’expulser plus facilement les locataires en retard dans le paiement de leur loyer, augmentation de la limite des transactions en espèces, ainsi que l’impossibilité pour les travailleurs d’occuper leur entreprise lors de conflits avec le patronat. Les partis de gauche et les syndicats se sont largement mobilisés contre cette loi et parviennent à réunir le nombre de signatures nécessaires (plus de 670 000 dans ce pays de 3,5 millions d’habitants) pour permettre la tenue d’un référendum. Celui-ci a lieu le 27 mars 2022 : 50,02 % des votants se prononcent contre l’abrogation de la loi d'urgence, contre 48,67 % pour, soit une différence d'environ 20 000 voix.